# Cathédrale de Guastalla
Pour les articles homonymes, voir Guastalla.
La cathédrale de Guastalla est une église catholique romaine de Guastalla, en Italie. Il s'agit d'une cocathédrale du diocèse de Reggio d'Émilie-Guastalla.
Elle fut le siège de l'évêché du diocèse de Guastalla du 13 septembre 1828 jusqu'au 30 septembre 1986, lorsque son diocèse a été réuni à celui de Reggio.

## Histoire
Commencée en 1569 par le comte César Ier de Guastalla et conçue par Francesco Capriani, elle a été achevée en 1575 par l'architecte de Mantoue Pompeo Pedemonte (it) et consacrée le 18 février de cette année par Charles Borromée, arrivé à Guastalla à cause de la mort de son beau-frère César.
Dotée à l'origine une façade simple peu élaborée, alignée avec le campanile, elle a acquis sa forme actuelle, de style baroque en 1716. En 1670, l'architecte Antonio Reggiano Vasconi est intervenu à l'intérieur pour la restauration et l'embellissement des ornements de la chapelle du saint-sacrement et des fresques. En 1841, l'intérieur de l'église est soumis à nouveau à une restauration lourde par Giuseppe Rizzardi Polini de Parme avec des aménagements aux encadrements, au sol et aux grandes fenêtres de la coupole. En 1858, les deux tours du clocher sont rénovées ainsi que la voûte du toit. En 1889, la façade est rénovée par l'architecte Pancrazio Soncini.
Le 2 octobre 2016, lors d'une cérémonie solennelle présidée par Mgr Massimo Camisasca, la co-cathédrale a été rouverte au culte après le tremblement de terre de 2012.

## Description

### Façade
La façade qui donne sur la piazza Mazzini, est divisée entre deux ordres par une corniche. Dans celui du bas, entre les statues des deux saints patrons Pierre et Paul, se trouvent trois arcs entrecoupés de pilastres. Dans la partie supérieure, il existe deux fenêtres arquées de chaque côté et au centre, un groupe de sculptures représentant la Vierge et l'Enfant entre deux saints. Plus haut le tympan est surmonté par le cadran d'une horloge. Sur les côtés de la façade, s'élèvent les deux tours du clocher, érigées en 1716.

### Intérieur
A l'intérieur, on dénombre beaucoup d'œuvres sacrées de valeur historique et artistique: Saint François recevant les stigmates de Lodovico Cigoli (fin du XVIe siècle, huile sur toile); la statue de Saint-Joseph avec l'Enfant de Girolamo De Giovanni (bois polychrome, fin du XVIIe siècle); la Vierge et l'Enfant de Giovanni Battista Crespi (huile sur toile, la moitié du XVIIe siècle); un groupe de sculptures appelé le sépulcre (bois polychrome XVIIe siècle); l'autel de la Madonna del Castello, avec une statue probablement originelle de l'ancienne forteresse du XVe siècle; une représentation de saint François Xavier (huile sur toile, XVIIIe siècle); la Madonna del Pilar (huile sur toile). Parmi les stalles du chœur, on peut encore voir les armoiries de Gonzague de Guastalla.